# Henry Hopkins Sibley
Pour les articles homonymes, voir Sibley et Hopkins.
Henry Hopkins Sibley (25 mai 1816 - 23 août 1886) était un brigadier général pendant la guerre de Sécession, combattant dans l'armée des États confédérés dans le Territoire du Nouveau-Mexique.

## Origines
La famille Sibley, originaire du Dorset en Angleterre, émigre en 1629 avec l'expédition Winthrop et s'installe dans le Massachusetts. Le grand-père d'Henry, le docteur John Sibley, sert comme médecin pendant la Guerre d'indépendance. Après la mort de sa première femme, Elizabeth Hopkins, à qui son fils et petit-fils doivent leur deuxième nom, il déménage en Louisiane, s'installant sur les rives de la Rivière Rouge (la Red River) à Natchitoches. En 1803, il fait partie d'une expédition sur la Rivière Rouge en Louisiane occidentale pour le compte du gouvernement fédéral. En 1811, son fils Samuel Hopkins Sibley le suit à Natchitoches, où il travaille comme employé du comté de 1815 jusqu'à sa mort en 1823.
À l'âge de 7 ans, Henry Hopkins Sibley est envoyé chez son oncle George Champlin Sibley et l'épouse de ce dernier Mary Easton. Ceux-ci ont fondé le Lindenwood College à Saint-Charles dans le Missouri. Dix ans plus tard, Henry entre à l'Académie militaire de West Point.
Il en sort en 1838 et est nommé second lieutenant dans le second régiment de Dragons.

## Activités militaires
Il combat les Indiens Séminoles en Floride en 1840-1841, participe à l'occupation militaire du Texas en 1845-1846 et à la guerre mexico-américaine en 1847-1848. Sibley est en service sur la frontière du Texas de 1850 à 1855, puis aide à contrôler les agitations provoquées au Kansas par le Kansas-Nebraska Act en 1855-1857. Il prend part à la guerre de l'Utah en 1857-1860, et est en service actif au Nouveau-Mexique en 1860-1861 avant de donner sa démission le jour même de sa promotion au rang de commandant dans le premier régiment de Dragons, le 13 mai 1861.

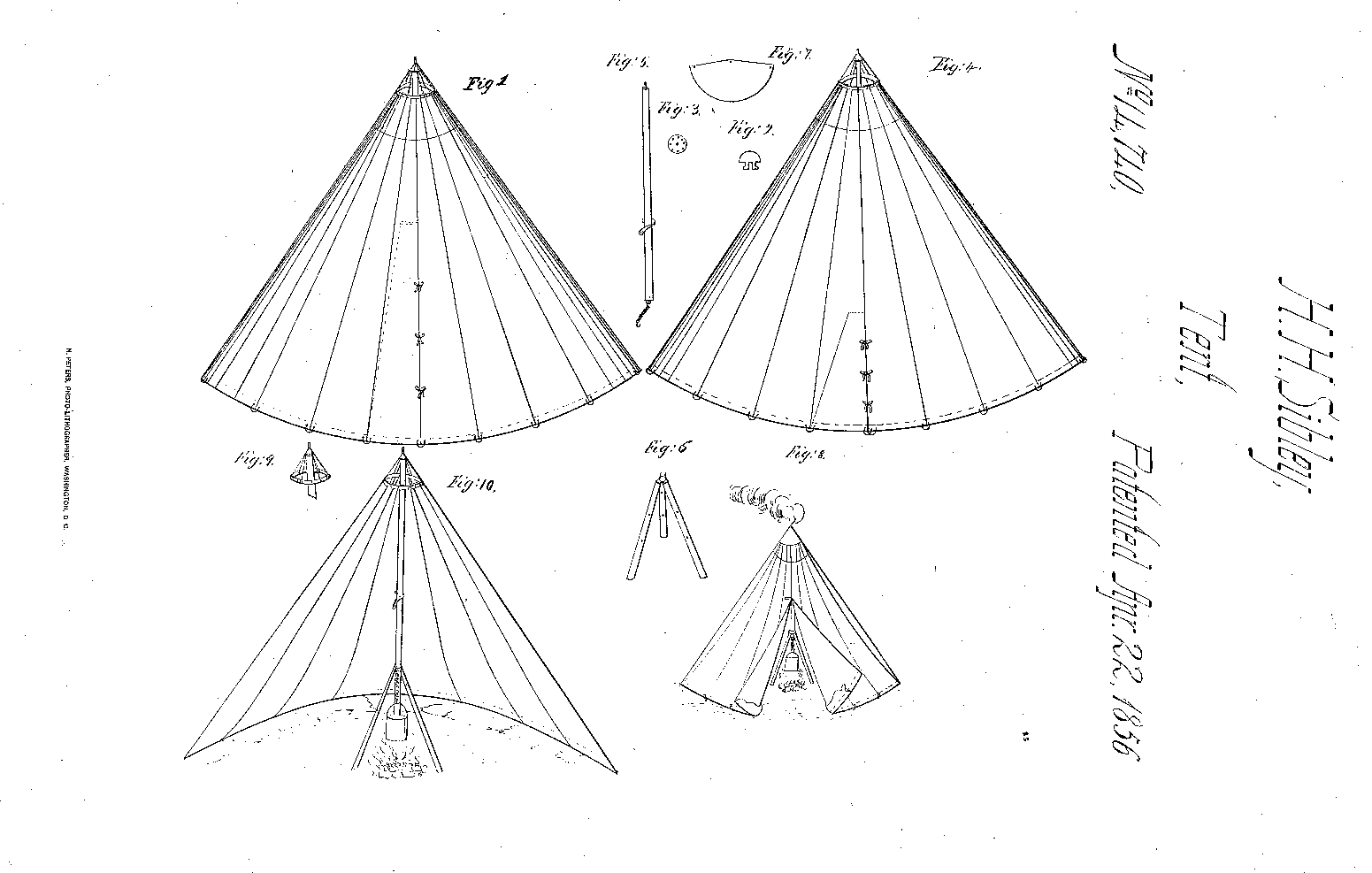
Brevet #14740 du 22 avril 1856 accordé à Sibley pour sa tente.

Dans les années 1850, il invente, en se basant sur les tipis qu'il a observés dans l'Ouest, la « tente Sibley » qui est beaucoup utilisée pendant et juste après la guerre de Sécession. Sibley invente aussi le « poële Sibley », utilisé jusqu'à la Seconde Guerre mondiale.

## Guerre de Sécession
Pendant la guerre de Sécession, il est du côté des États confédérés. Il organise, au cours de l'été de 1861, l'armée du Nouveau-Mexique recrutant dans les comtés de l'est du Texas. Son infructueuse campagne du Nouveau-Mexique était destinée à contrôler la piste de Santa Fe jusqu'au Colorado et de là à gagner accès aux ports d'eau chaude de Californie. Tout au long de cette campagne, son principal opposant est le colonel Edward Canby, un ancien compagnon d'armes dans l'armée américaine. Sibley est contraint à la retraite après la bataille de Glorieta Pass (appelée le « Gettysburg de l'Ouest »), quand il perd son train d'approvisionnement. En même temps, il doit faire face à l'approche des forces de l'Union arrivant de l'ouest, la Colonne de Californie. La retraite de Sibley à San Antonio en 1862 met fin aux aspirations des Confédérés à étendre leur nation jusqu'au Pacifique et à utiliser la richesse minière de Californie.
Après l'échec de sa campagne du Nouveau-Mexique, Sibley ne se voit plus confier que des commandements mineurs et doit affronter des problèmes d'alcoolisme. En 1863, il est jugé en cour martiale en Louisiane. Bien que l'accusation de lâcheté ne tienne pas, il est blâmé. Après la guerre, il sert de conseiller militaire au Khedive d'Égypte avant de retourner aux États-Unis où il meurt, pauvre, à Fredericksburg, en Virginie. Il est enterré dans le City Cemetery de Fredericksburg.
Le général unioniste et gouverneur du Minnesota, Henry Hastings Sibley, était un lointain cousin.
Plusieurs références sont faites à Sibley dans le film Le Bon, la Brute et le Truand. Il y est même aperçu brièvement quand le personnage « Tuco » essaie de surprendre « Blondin » dans un hôtel, en se servant de la couverture que lui assure le bruit d'une retraite des confédérés.